# Bastille
Pour les articles homonymes, voir Bastille (homonymie).
La bastille Saint-Antoine, souvent appelée simplement la Bastille et anciennement fort et bastide Saint-Anthoine lez Paris,, est une forteresse construite au XIVe siècle, à l'emplacement du débouché de la rue Saint-Antoine sur l’actuelle place de la Bastille à Paris. Devenue une prison, considérée comme le symbole du despotisme monarchique, elle fut totalement détruite lors de la Révolution française, après l'événement déclencheur devenu une fête nationale en France : la prise de la Bastille du 14 juillet 1789.

## Historique

### Forteresse
Initialement, la Bastille était une bastide (châtelet à deux tours) de la porte Saint-Antoine de l'enceinte de Charles V, élevée en hâte de 1356 à 1358 pendant la prévôté d'Étienne Marcel. En 1367, le roi Charles V décida de pourvoir le revers de cette porte d’une enceinte formant un véritable château urbain (une bastille formant un réduit indépendant et disposant de sa propre garnison) en rehaussant les deux tours et en en construisant six autres. Ce fort était destiné à défendre la porte Saint-Antoine et les remparts de l’Est de Paris devenus plus vulnérables. Il servait aussi à protéger le roi en cas de révolte du peuple parisien car il pouvait sécuriser la route reliant la résidence du roi à l'hôtel Saint-Pol au château de Vincennes où le roi Charles V veut établir le centre administratif du royaume.
La « Bastille » ou « Bastille Saint-Antoine » ou encore « fort et bastide Saint Antoine lez Paris » était initialement un véritable château et un arsenal. La construction ordonnée en 1367 eut lieu durant le règne de Charles V, de 1370 à 1383, et fut établie sous la direction du prévôt de Paris Hugues Aubriot qui posa la première pierre le 22 avril 1370,, sur le modèle à quatre tours courant à l’époque. Les autres tours furent ajoutées ultérieurement. Elle faisait 66 mètres de long pour 34 mètres de large et 24 mètres de hauteur au niveau des tours, et était entourée d’un fossé de 25 mètres de largeur sur 8 mètres de profondeur alimenté par les eaux de la Seine. Les huit tours se nommaient :
- tour du Coin (au coin de la rue Saint-Antoine) ;
- tour de la Chapelle (au XVe siècle s'y trouvait la chapelle, transférée par la suite de l'autre côté de la cour entre les tours de la Liberté et de la Bertaudière) ;
- tour du Trésor (Henri IV y avait transféré en 1580 le trésor royal, trésor dépensé par Marie de Médicis durant sa régence[réf. nécessaire]) ;
- tour de la Comté (peut-être en raison de la vicomté de Paris) ;
- tour de la Bertaudière ou parfois Bretaudière (le maçon Berthaud se tua en tombant durant sa construction, c'est la tour du Masque de fer) ;
- tour de la Bazinière (Macé Bertrand de la Bazinière, trésorier de l'Épargne et arrêté en même temps que Fouquet en 1661, y a été enfermé quatre ans) ;
- tour du Puits ;
- tour de la Liberté (à la suite d'un assaut des parisiens vers 1380 au cri de « Liberté ! Liberté ! », c'est dans cette tour que sera enfermé Hugues Aubriot sous Charles VI).

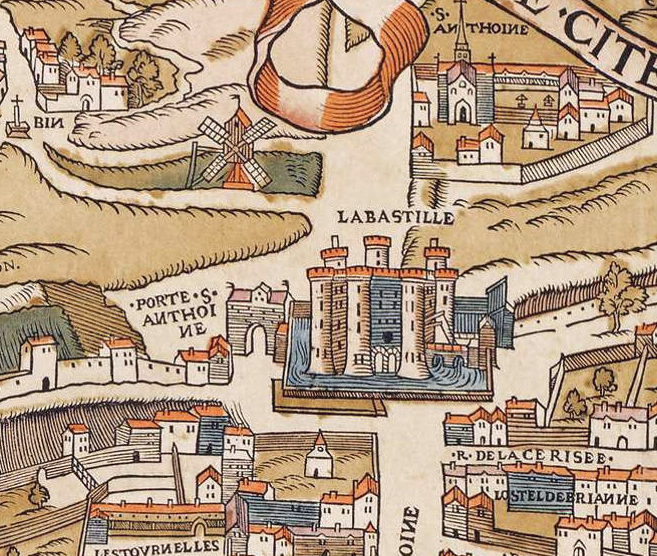
La Bastille sur le plan de Truschet et Hoyau (vers 1550).
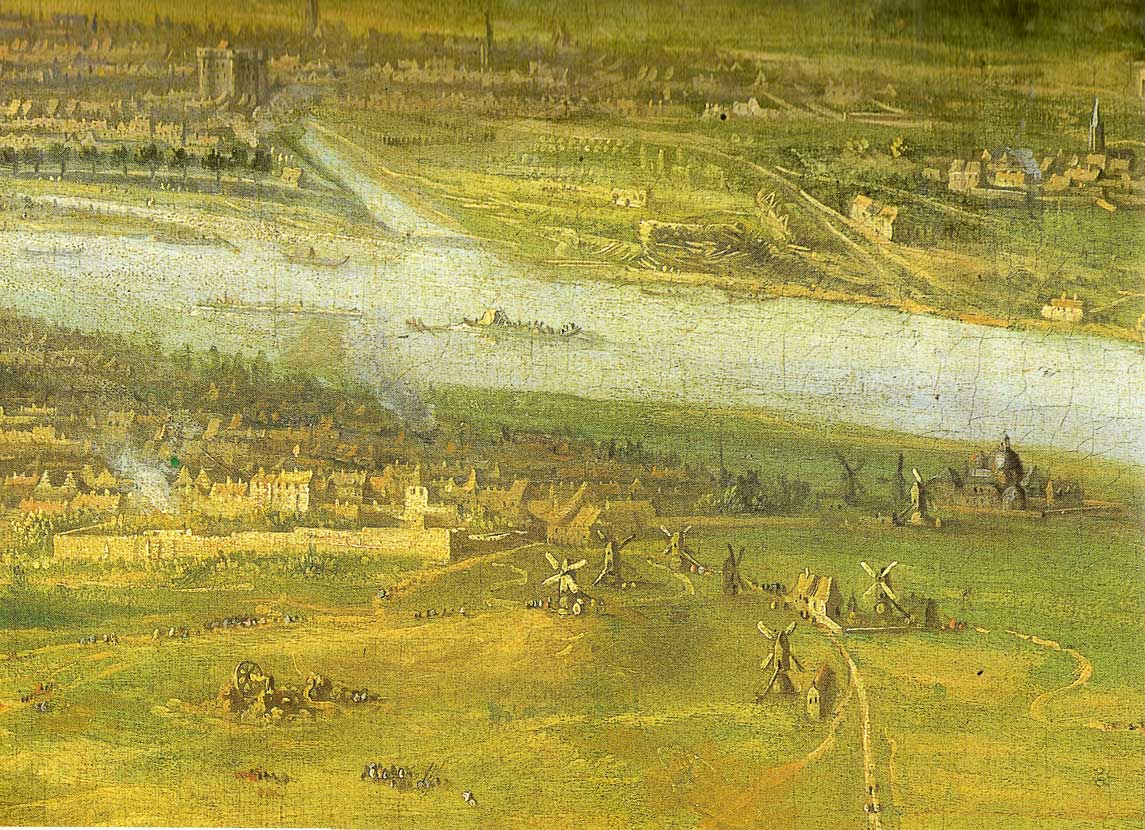
Vue de La Bastille et de la Seine lors de la Fronde en 1649 (œuvre de Sauveur Le Conte).
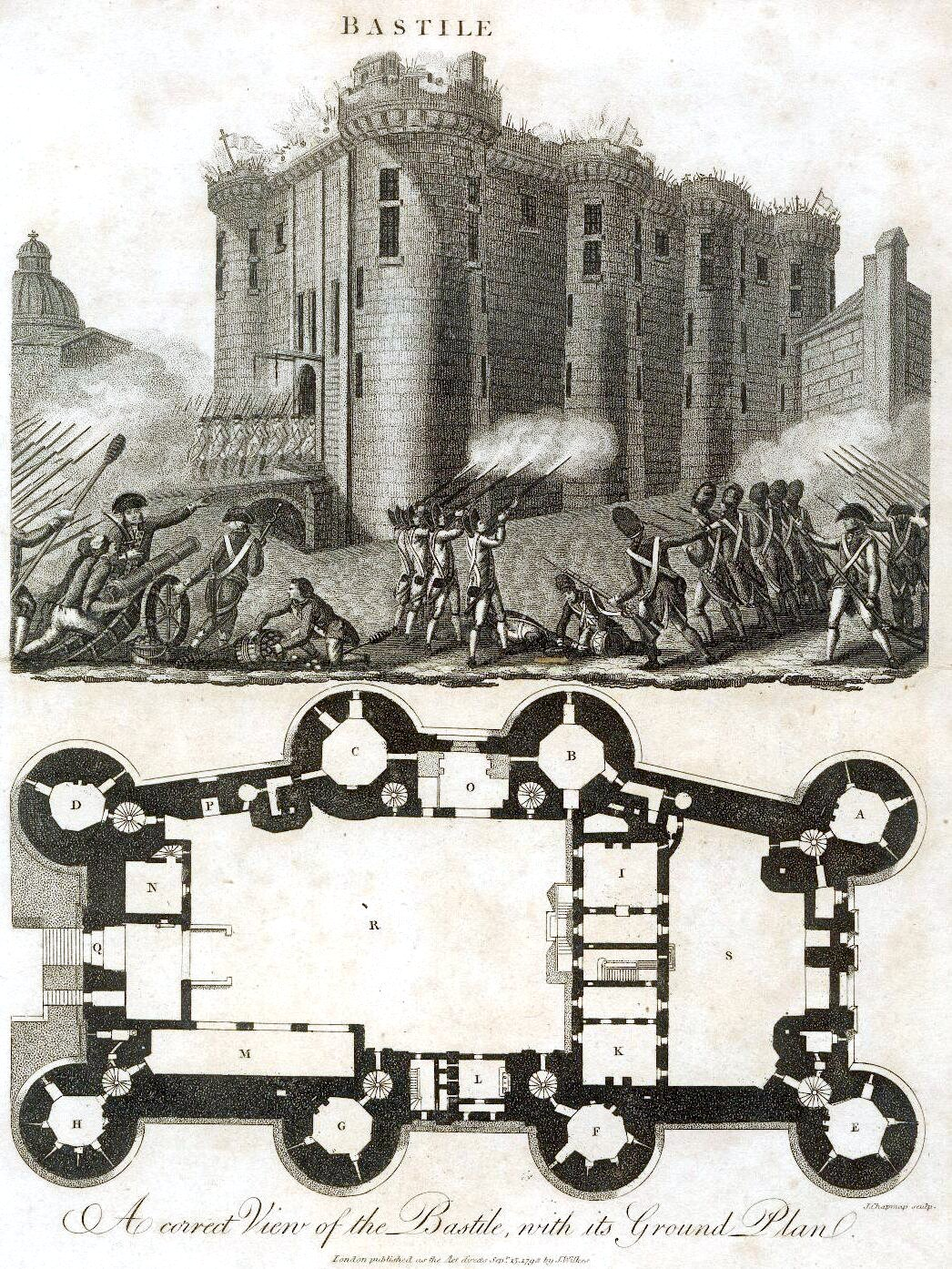
Plan de la Bastille.

L’entrée se faisait par la rue Saint-Antoine et donnait sur la Cour de l’Avancée qui abritait des boutiques et une caserne. Son premier capitaine gouverneur fut nommé par Charles VI, dès 1386, en la personne de son chambellan Jehan de La Personne, vicomte d'Acy, ancien compagnon de Bertrand du Guesclin et qui avait été déjà chambellan sous les deux règnes précédents. À la même époque fut édifié le donjon de Vincennes. Le château de Montagu, édifié par le surintendant des finances de Charles VI, Jean de Montagu, à Marcoussis, est un exemple proche des choix d'architecture retenus pour la forteresse de la Bastille.
Après une courte période durant laquelle la circulation entre la rue Saint-Antoine et l'extérieur de la ville s'effectuait en traversant la forteresse et son avant-cour, ce passage fut condamné au début du XVe siècle et détourné par une nouvelle porte construite au nord de la Bastille se prolongeant par un pont enjambant le fossé du rempart et donnant accès à la rue du Faubourg-Saint-Antoine. Le débouché de la rue Saint-Antoine fut alors élargi pour permettre l'accès à cette porte. Le pont sur le fossé de l'ancien parcours public devint une sortie privée.

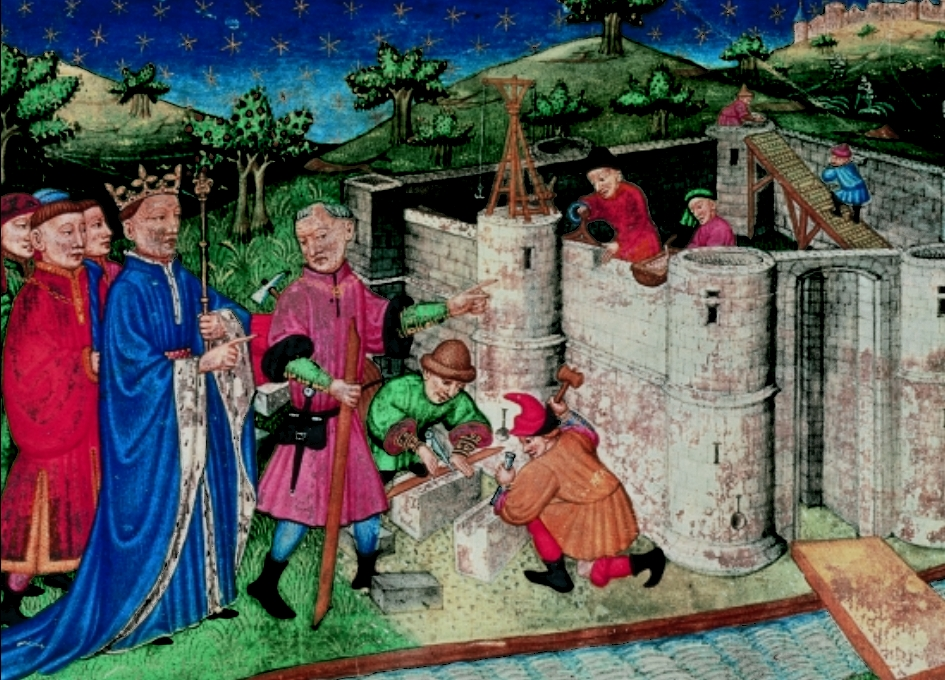
Miniature parisienne. Le maître d'ouvrage fait visiter le chantier de la Bastille à Charles VI, son chambellan La Personne, en rouge, et la Cour.

Elle appartenait au système défensif de l'enceinte de Charles V mais très vite, son utilité militaire s’avère médiocre, car, assiégée, elle s’est toujours rendue.
Durant la guerre de Cent Ans, qui fut en grande partie une guerre civile française, la Bastille se rendit en 1413 aux Armagnacs pendant la révolte des Cabochiens, puis en 1418 aux Bourguignons, en 1436 au Roi, en 1565 au Prince de Condé, en 1591 aux Ligueurs, en 1594 aux troupes royales, en 1649 et 1652 pendant la Fronde.
À la fin du XVIe siècle, l'enceinte datant de près de deux siècles, apparaissant insuffisante, fut améliorée par la construction de bastions, également nommés « boulevards », et le déplacement des fossés pour contourner ces bastions. Lors de cette transformation, un bastion fut construit en avant de la forteresse à la place de la basse cour. Cette transformation supprima la sortie privée de la Bastille vers la campagne.
La forteresse fut occasionnellement prison d’État sous Louis XI puis utilisée comme entrepôt d'armes et lieu de réception par François Ier, comme coffre-fort des richesses royales sous Henri IV.
Durant la journée des Barricades (huitième guerre de religion), la Bastille se rendit le 13 mai 1588 et Jean Bussy-Leclerc en devint le gouverneur. À la chute de la Ligue et l'entrée d'Henri IV à Paris le 22 mars 1594, le gouverneur de la Bastille refusa de rendre la forteresse qui fut assiégée et résista quatre jours.
Sully, nommé gouverneur en 1602, y abrita le trésor royal dans la tour du même nom, qu’on désigna alors sous le terme de « buffet du roi ».
La Bastille est à nouveau prise durant la Fronde en 1649 et un Frondeur en est nommé gouverneur : La Louvière, fils de Pierre Broussel. C'est à cette époque que se situe un des épisodes les plus rocambolesques de l'histoire de la forteresse. Le 2 juillet 1652, lors de la bataille du faubourg Saint-Antoine, le prince de Condé est en difficulté face aux troupes royales dirigées par le maréchal de Turenne. Sa cousine, Mlle de Montpensier, dite la Grande Mademoiselle, obtient alors de son père Gaston d'Orléans l'autorisation de faire tirer les canons de la Bastille sur les troupes royales pour le sauver et lui permettre d'entrer dans Paris.

### Prison

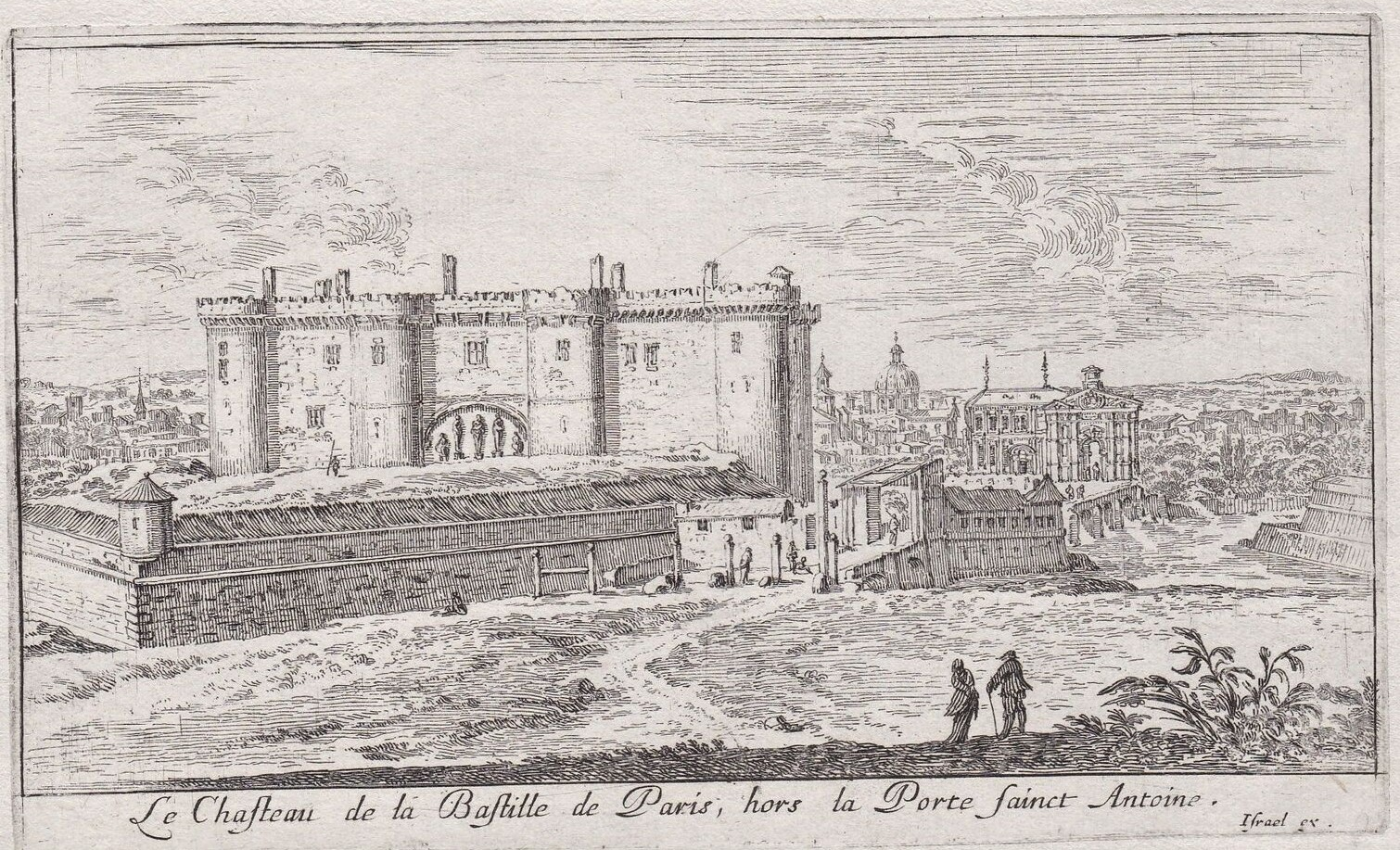
Vue de la Bastille et de la porte Saint-Antoine, par Israël Silvestre - vers 1650.

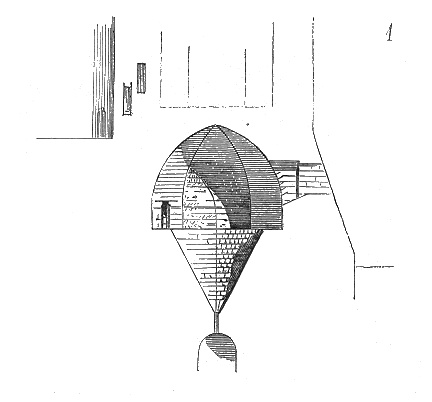
Oubliettes de la Bastille — Dictionnaire raisonné de l'architecture française du, par Eugène Viollet-le-Duc.

La Bastille fut utilisée occasionnellement comme prison dès le règne de Louis XI.
Louis de Luxembourg, comte de Saint-Pol, connétable de France, fut mis à la Bastille le 27 novembre 1475 et décapité en place de Grève le 19 décembre de la même année. Jacques d'Armagnac, duc de Nemours et comte de la Marche, y fut également emprisonné, dans une cage de fer, pour crime de haute trahison et décapité aux Halles le 4 août 1477.
Pendant les troubles des guerres de Religion, elle servit de prison à des Grands du royaume comme François de Montmorency (1574-1575), Charles d'Angoulême (1604-1616), ou encore le prince de Condé (1616-1619). Sous la domination de la Ligue, la Bastille abrite l'écrivain Montaigne (1588), les magistrats du parlement de Paris restés fidèles au roi dont le premier président Achille de Harlay, et l'artiste protestant Bernard Palissy qui y meurt.

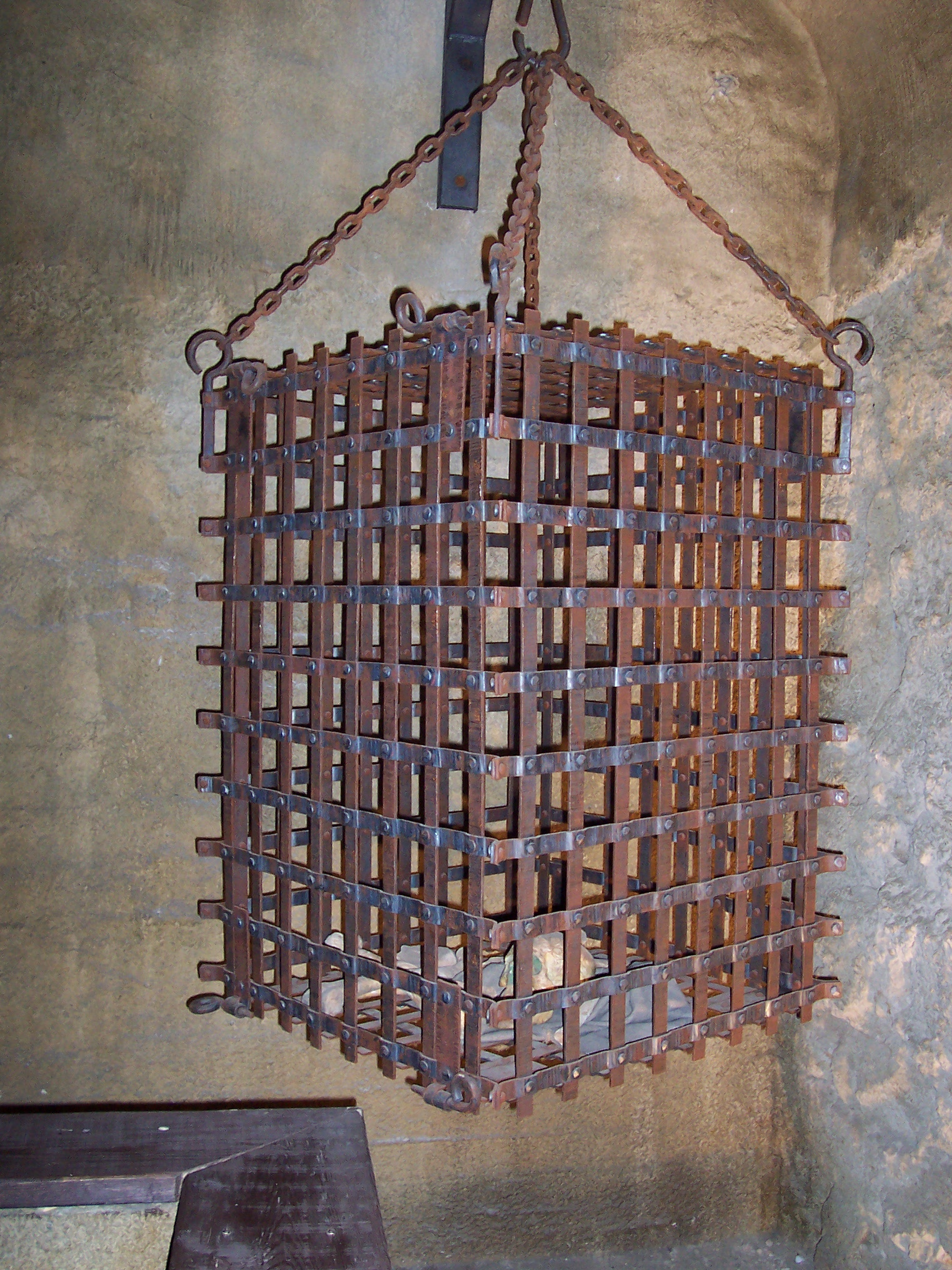
Cage de fer suspendue.

Charles de Gontaut, duc de Biron, pair et maréchal de France, convaincu d'intelligence avec l'étranger, eut la tête tranchée « dedans l'enclos de la Bastille, suivant le commandement que j'en avois faict, à la requeste de ses proches parens et pour tesmoigner l'affection que je luy ay portée » (Henri IV).
Quoique la Bastille fût affectée principalement aux prisonniers d'État, le roi Henri IV y fit garder le trésor royal ; c'est ce que nous apprend le poète satirique Mathurin Régnier dans sa 13e Satire :
« Prenez-moi ces abbés, ces fils de financiers,
Dont depuis cinquante ans les pères usuriers,
Volant de toutes mains, ont mis en leur famille
Plus d'argent que le roi n'en a dans la Bastille. »
Sully nous dit dans ses mémoires : « Vers l'an 1610 le roi avoit pour lors quinze millions huit cent soixante-dix-huit mille livres d'argent comptant dans les chambres voûtées, coffres et caques étant en la Bastille, outre dix millions qu'on avait tirés pour bailler au trésorier de l'épargne. »
C’est le cardinal de Richelieu qui la transforma en prison d’État à laquelle restent attachées les lettres de cachet, lettres signées du roi (ou le plus souvent de ses ministres) ordonnant un emprisonnement sans jugement.
Paris dispose de plusieurs types de prisons : prisons ordinaires, Hôpital général et prisons d’État (Vincennes, For-l'Évêque). Victime de la haine du cardinal de Richelieu, le maréchal de Bassompierre fut mis à la Bastille en 1631, et n'en sortit qu'à la mort du ministre. La délivrance du maréchal inspira ces vers à un poète (c'est Bassompierre qui parle) :
« Enfin dans l'arrière-saison,
La fortune d'Armand s'accorde avec la mienne
France, je sors de prison,
Quand son âme sort de la sienne. »
En 1634, on fit quelques réparations à la Bastille, tant pour fortifier ce château que pour en agrandir les dépendances.
Le 18 juin 1663, Nicolas Fouquet, surintendant général des finances, accusé de concussion, fut transféré de Vincennes à la Bastille, sur un ordre du roi, contre-signé Le Tellier.
L'homme au masque de fer entra à la Bastille le 18 septembre 1698, à trois heures de l'après-midi. Il portait un masque de velours noir, bien attaché sur le visage, et qu'un ressort tenait derrière la tête. Il logeait dans la tour de la Berthaudière. Sa mort arriva presque subitement le 19 novembre 1703. Il fut enseveli dans un linceul de toile neuve et enterré à Saint-Paul le lendemain, à quatre heures, sous le nom de Marchiali, en présence de M. Rosarges, major du château, et du sieur Beilh, chirurgien-major de la Bastille, qui ont signé sur les registres de Saint-Paul. Son enterrement a coûté 40 livres.
La Bastille était une prison plutôt confortable pour les personnes de qualité (nobles, grands bourgeois) emprisonnés dans les cellules (au nombre de 42), elles mangeaient tous les jours « à la table du gouverneur » (non avec lui mais bénéficiant du même repas que lui). Ces cellules disposaient de grandes pièces avec repas fins et d’un domestique si ce dernier acceptait (tel le domestique du banquier de Gérard Michel de La Jonchère qui a partagé le sort de son maître mais finit par ne plus le supporter, sans pouvoir ressortir), de meubles et d'une cheminée avec bois de chauffage (grâce à la « pistole »).
Les prisonniers royaux sont autorisés à correspondre avec l'extérieur, recevoir des visites et jouissent d'une relative liberté de mouvement au sein de la forteresse.
François-Marie Arouet dit Voltaire, âgé de 22 ans, fut mis à la Bastille le 17 mai 1717, pour avoir composé des poésies contre le régent et la duchesse de Berry qui, se trouvant alors dans un état de grossesse avancée, s'était retirée au château de la Muette pour accoucher. L'une de ces pièces avait pour titre : Puero regnante. Déchaînée dans le vice et la débauche, la fille aînée du Régent ne cessait de défrayer la chronique scandaleuse de la Cour. Début 1716, un premier accouchement clandestin de la « belle duchesse de Berry » avait inspiré à Voltaire une épigramme satirique dans lequel, qualifiant la princesse de « mère des Moabites », il l'incitait à engendrer « un peuple d'Ammonites », sur quoi le poète avait été exilé à Tulle par ordre du Régent en mai 1716.
Thomas Arthur de Lally-Tollendal, âgé de 61 ans, natif de Romans en Dauphiné, grand-croix de l'ordre royal et militaire de Saint-Louis, lieutenant-général des armées du roi, fut arrêté à Fontainebleau par un officier de la prévôté de l'hôtel du Roi, et conduit à la Bastille le 1er novembre 1762, en vertu d'un ordre du roi expédié par Étienne-François de Choiseul. Il fut accusé d'avoir été la cause de la perte de tous les établissements français dans l'Inde. Le Parlement de Paris lui fit son procès ; il fut condamné à avoir la tête tranchée en place de Grève, par arrêt du 6 mai 1766. Le jugement fut exécuté le 9 du même mois, à cinq heures du soir.
Ce fut sous le règne de Louis XV que Louis Phélypeaux de Saint-Florentin fit élever plusieurs bâtiments pour servir de logements aux officiers de l'état-major. La Bastille offrait un vaste édifice dont le plan aurait figuré un parallélogramme régulier, si les deux tours du milieu n'eussent formé une espèce d'avant-corps.
Le marquis de Sade y fut détenu pendant cinq ans et demi. Il y est transféré le 29 février 1784 du fait de la désaffectation du fort de Vincennes en tant que prison d’État.
La Bastille comportait également depuis la fin du XVIIe siècle un quartier beaucoup moins agréable pour les prisonniers communs. Ceux-ci vivaient de la charité et du « pain du roi », y étaient parfois enchaînés ; on les appelait les « pailleux », car ils dormaient sur une paillasse dont on changeait la paille une fois par mois.
La prison disposait aussi de six cachots (et non d’oubliettes), dont un aménagé en salle de torture, situés à six mètres de profondeur au niveau des douves et qui servaient de punition aux prisonniers insubordonnés comme le fameux Latude (Louis XVI fait supprimer ces cachots, tout comme la question et les lettres de cachet qu'il abolit le 26 juin 1789).
Sous Louis XV, qui adoucit le régime carcéral à partir de 1750, on retrouve beaucoup de convulsionnaires et jansénistes accusés de crime de lèse-majesté.
Entre 1661 et 1789, un prisonnier sur six est embastillé pour « faits de lettres » (libraire, imprimeur, colporteur ou auteur de libelle).

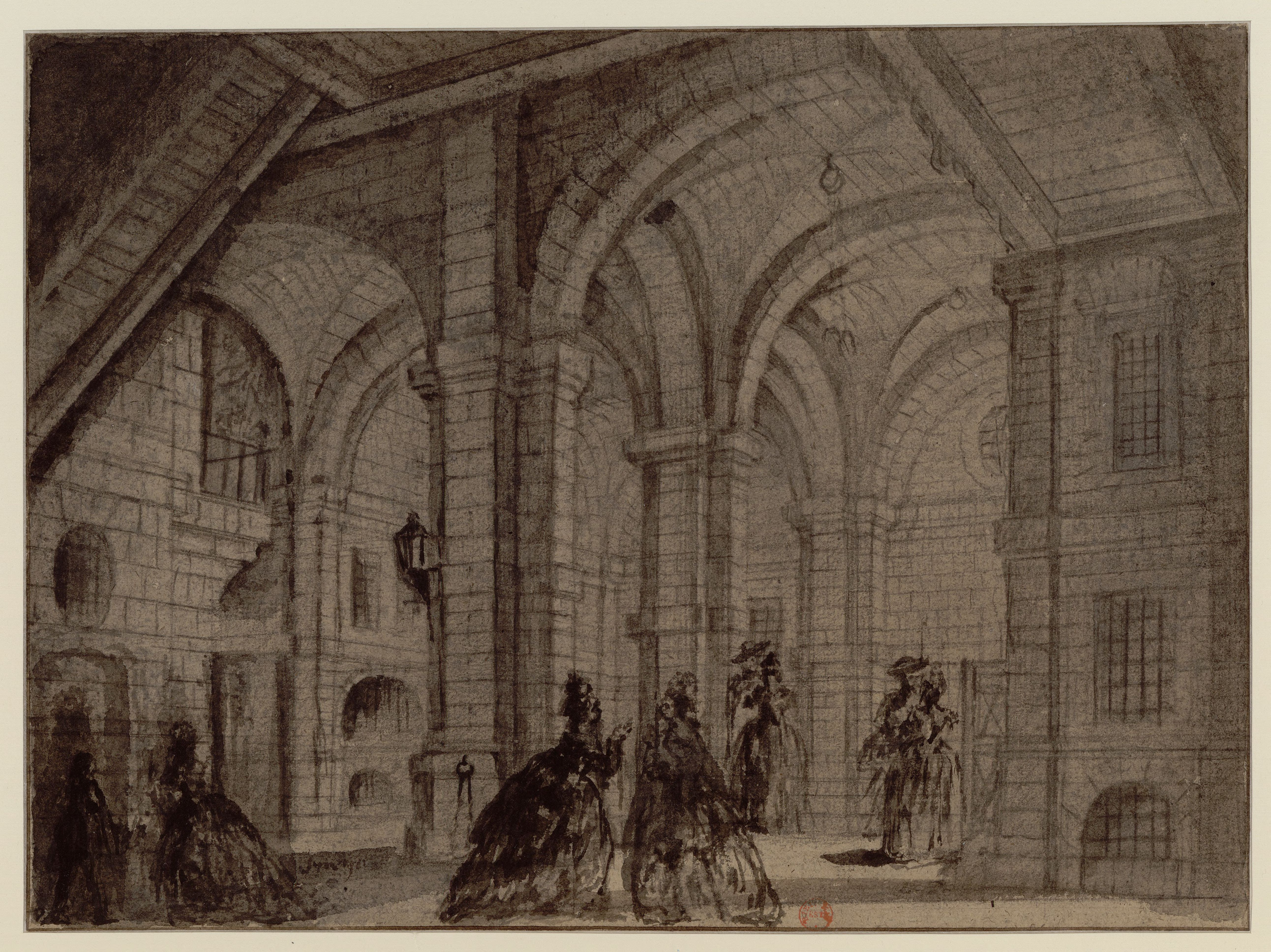
Intérieur de la Bastille en 1785.

L'arrivée d'un nouveau prisonnier est annoncée par une sonnerie de cloche. Les boutiques avoisinantes (notamment les échoppes le long du fossé qui sont louées au Gouverneur) ferment alors et les gardes se couvrent le visage pour ne pas voir le visage du nouveau venu. Ce culte du secret motive également l'enterrement des prisonniers de nuit sous de faux noms. Il participe grandement au mythe de l'homme au masque de fer.

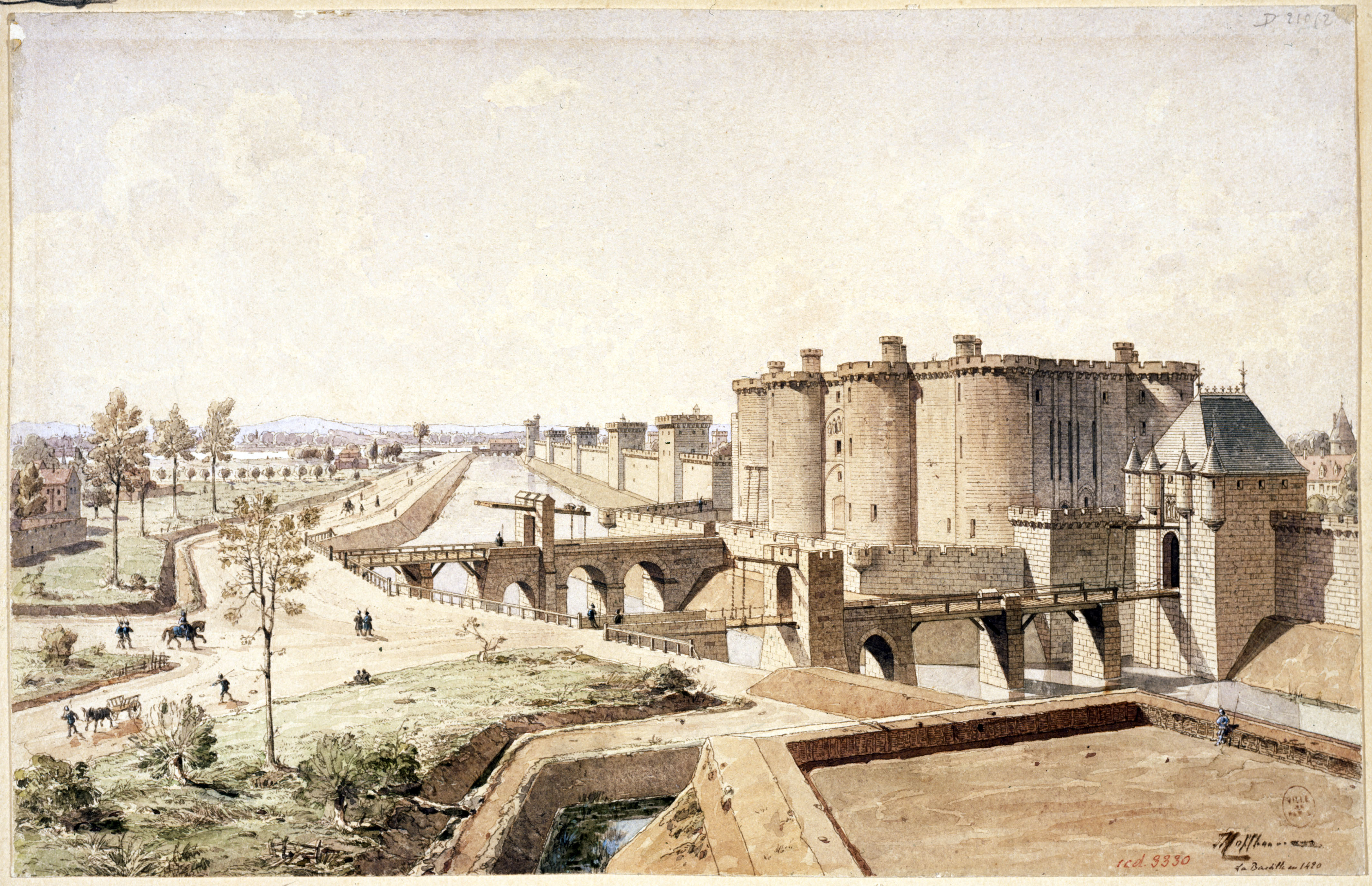
Reconstitution de La Bastille médiévale par Theodor Josef Hubert Hoffbauer.

Le premier témoignage écrit sur la prison est donné par les pseudo-mémoires d'un calviniste, Constantin de Renneville, qui donne une vision noire de la Bastille et son arbitraire, l'opposant à la tour de Londres.
Les récits « antibastillonnaires » se multiplient : deux ouvrages publiés à l'étranger poursuivent cette dénonciation et participent à la construction de la légende noire (lettre de cachet en blanc, tortures, exécutions sommaires) de la Bastille : Mirabeau avec Des lettres de cachet et des prisons d'État (Hambourg, 1782) et Simon-Nicolas-Henri Linguet, Mémoires sur la Bastille (Londres, 1783).
Un historien qualifie la Bastille de « rendez-vous des intellectuels » puisque s’y retrouvaient aussi bien Voltaire (par deux fois en 1717 et 1726) que des pamphlétaires comme Linguet ou Brissot, victimes de la censure. Cette mauvaise réputation de la Bastille qui a commencé dès avant la Révolution, est remise en cause par certains historiens du XIXe siècle, tel Frantz Funck-Brentano, qui, par opposition à la tradition jacobine, ne craignent pas de parler « des égards, du confort, des bons soins » de cette prison.
C’était aussi un gouffre financier pour Louis XVI, en raison à la fois du traitement du gouverneur d’environ 60 000 livres mais aussi de l’entretien du personnel, nombreux, ou de la nourriture. Necker, qui avait déjà fermé le donjon de Vincennes, souhaitait la faire abattre dès 1784[réf. nécessaire]. Au milieu des années 1780, les urbanistes du roi envisagent sa destruction en vue de permettre l'aménagement d'une place avenante près du quartier Saint-Antoine.
Le peuple ne craint plus ce bâtiment en 1789, mais les cahiers de doléances de la ville, rédigés par des acteurs de la fronde des parlements, demandaient sa destruction et son remplacement par une place avec un monument à la Liberté retrouvée. Comme toute forteresse imposante, elle marquait le paysage parisien et rappelait l'autorité du roi (comme la tour du Temple).

#### La hiérarchie à l'intérieur de la prison
Le gouverneur, dont la charge est vénale, gère et dirige la prison. Il vit dans une maison de la Cour de la Bastille, entourée d’un jardin à la française. Il est assisté par un lieutenant du roi responsable de la sécurité et d'un major chargé de l’économat, des archives. Les employés en contact direct avec les prisonniers (promenade, repas) sont les porte-clefs. Le « capitaine des portes » est l'officier responsable de l'entrée et la sortie de la prison. La surveillance de la forteresse est assurée par des soldats invalides, en faction de jour comme de nuit à l’intérieur et à l’extérieur de l'enceinte, tandis que le repas et les promenades des prisonniers sont assurés par les porte-clefs sous l’autorité des officiers. On trouve aussi comme personnel logeant un service médical, un chapelain et un confesseur.

#### Le nombre de prisonniers
Vu le nombre de ses cellules, la prison ne peut accueillir plus de 45 prisonniers en même temps, elle atteint un maximum d'une soixantaine de détenus sous Louis XIV, seul 1,5 % d'entre eux y meurt officiellement. Du XIVe siècle au milieu du XVIIe siècle, elle aurait reçu 800 prisonniers ; le nombre passe à 5 279 entre 1659 et 1789 (avec une durée moyenne de détention de quelques mois à deux ans : 57 % des prisonniers restent moins de 6 mois, 28 % entre 1 et 4 ans) : 2 320 sous Louis XIV, 1 459 sous la Régence, 1 194 sous Louis XV et 306 sous Louis XVI,.
En 1789, il n'y avait que sept prisonniers à la Bastille et leurs conditions d'incarcération étaient assez souples. Ces prisonniers n'étaient d'ailleurs pas symboliques puisqu'il y avait quatre faussaires, deux fous et un noble, le comte Hubert de Solages, enfermé pour inceste.

### Gouverneurs de la Bastille
La Bastille fut achevée en 1383. Les premiers dignitaires, responsables militaires de la Bastille, étaient anciennement appelés capitaines gouverneurs du fort et bastide Saint-Antoine. Le plus connu est celui de la prise de la Bastille (le 14 juillet 1789), le marquis de Launay (Bernard-René Jourdan de Launay), où il fut arrêté. Il mourut sur la place de Grève, lynché puis décapité (les Parisiens n'acceptaient pas sa résistance lors de la prise de la forteresse) ; sa tête fut ensuite traînée au bout d'une pique dans les rues de Paris avec d'autres personnes.

### Prise de la Bastille le14 juillet 1789

Prise de la Bastille, par Jean-Pierre Houël.

Juste après la prise des Invalides pour trouver des armes et des canons, la Bastille est prise d’assaut le 14 juillet 1789 par le peuple parisien (une grande majorité des émeutiers venant du faubourg Saint-Antoine) venu chercher de la poudre et des munitions. Cette forteresse symbolisait aussi l'arbitraire royal. La Bastille est défendue par une garnison de 82 invalides et 32 grenadiers du régiment suisse de Salis-Samade et accueille aussi sept prisonniers qui sont libérés par les émeutiers au cours de l'assaut.
Des délégations essayent de négocier avec le gouverneur de la Bastille Bernard-René Jourdan de Launay, en vain. Après la prise de la forteresse, ce dernier est emmené sur la place de Grève, où il est lynché, poignardé, fusillé et sa tête découpée par un boucher. Les révolutionnaires auxquels se sont ralliés certains membres de la garde bourgeoise et des Gardes françaises s'emparent notamment de ses archives, les dispersent en partie (avec les meubles et la vaisselle) dans les fossés de la forteresse mais les collectionneurs, notamment Beaumarchais, mettent rapidement la main sur certaines. Dès le 15 juillet, les autorités municipales tentent de les récupérer. La grande majorité est transférée en 1798 à la Bibliothèque de l'Arsenal, dont le directeur est alors Hubert-Pascal Ameilhon, et cataloguée depuis le XIXe siècle (60 000 dossiers comprenant 600 000 feuillets, essentiellement des lettres de cachet, interrogatoires, suppliques au roi, rapports de police, correspondances de l'embastillé).
La prise de la Bastille est aujourd’hui considérée comme le symbole de la Révolution française, dont elle marque le commencement.
Cependant, la fête nationale française commémore simultanément la fête de la Fédération, le 14 juillet 1790, qui coïncidait avec le premier anniversaire de la prise de la Bastille.

### Démolition de la Bastille

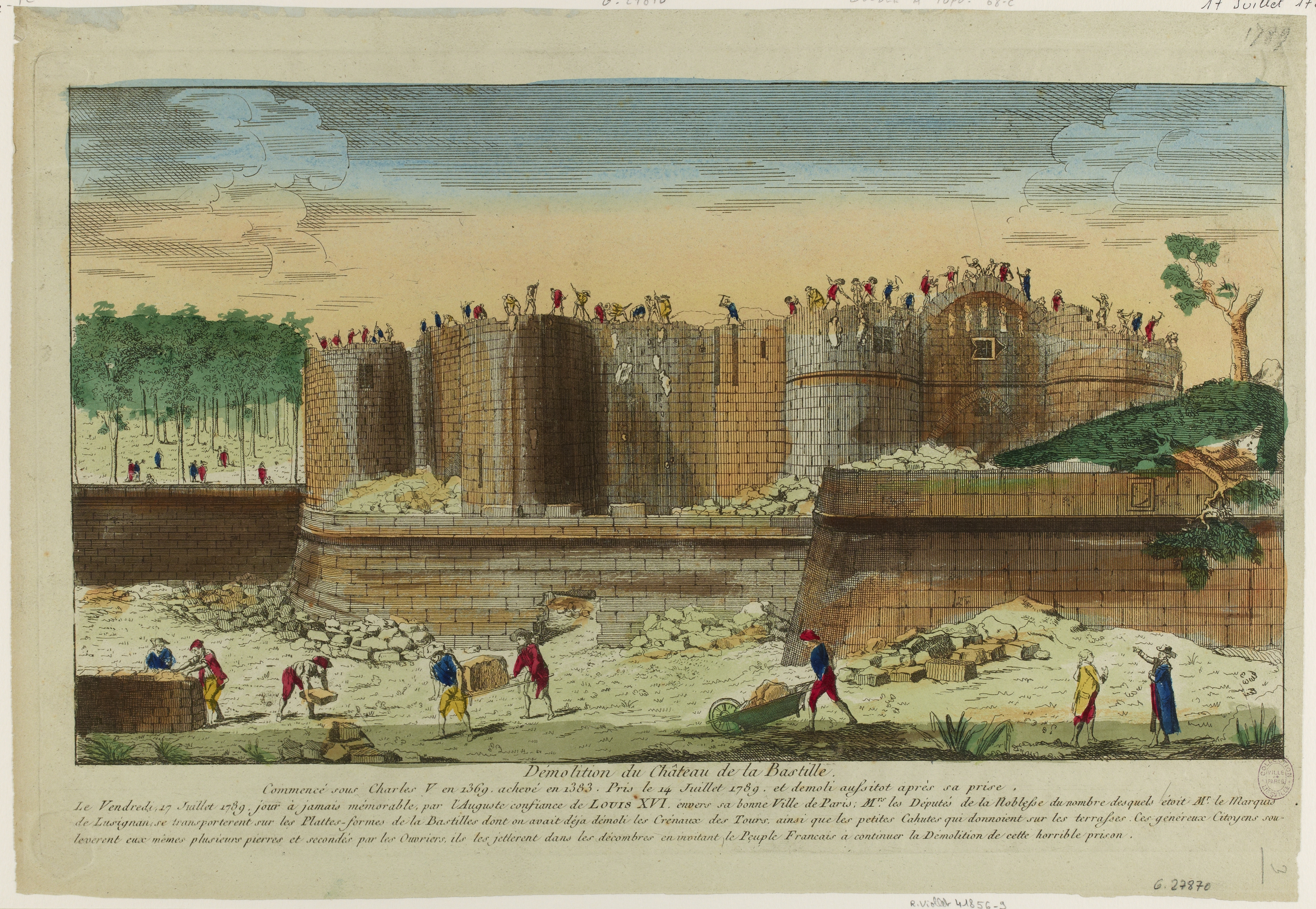
Estampe représentant la démolition de la Bastille, musée de la Révolution française.

La Bastille fut abattue à partir du 15 juillet 1789 par un entrepreneur privé, Palloy, qui vendit une partie des pierres en guise de souvenirs (pierres sculptées représentant la Bastille en miniature), dont un certain nombre furent vendues en province (Palloy fit faire également des maquettes de l'édifice qui furent envoyées dans tous les chefs-lieux des départements français). Le 14 août suivant, les ouvriers trouvèrent dans la tour de la Comté cinq boulets incrustés dans la pierre. On suppose qu'ils avaient été lancés en cet endroit lors de la bataille du faubourg Saint-Antoine en 1652. Une partie des matériaux qu'on tira de la démolition servit à construire le pont Louis XVI (actuel pont de la Concorde). Le chantier de démolition dura jusqu'en 1806.
On peut y ajouter la transformation en objets de piété et de culte de tout ce qui put être récupéré sur les boiseries et les ferronneries de la vieille forteresse. Le marquis de La Fayette envoya une des clés de la Bastille à George Washington, l’une des grandes figures de la révolution américaine et premier président des États-Unis. Elle est aujourd’hui exposée à la résidence de Mount Vernon, transformée en musée.
C'est à la fonderie de Romilly, dans l'Eure, qu'ont été conservées jusqu'à sa fermeture l'horloge et les cloches de la forteresse. Le carillon se trouve actuellement au musée européen d'art campanaire, à L'Isle-Jourdain (Gers).
La disparition de la Bastille n'empêche pas son mythe de renaître dès la Révolution sous la forme d'une mode « à la Bastille » (bonnet, souliers, éventails…).

### Détenus célèbres
La prison de la Bastille abrita entre autres :

#### Moyen Âge
- Jacques d'Armagnac, duc de Nemours ;
- Louis de Luxembourg, connétable de Saint-Pol ;
- Antoine de Chabannes ;
- Guillaume de Haraucourt, évêque de Verdun.

#### Guerres de Religion
- Anne du Bourg (1559) ;
- le vidame de Chartres (1560), ancien favori de la reine Catherine de Médicis ;
- François de Montmorency (de 1574 à 1575), beau-frère du roi Charles IX ;
- Michel de Montaigne (1588), écrivain et ancien maire de Bordeaux, libéré après une journée de détention ;
- Achille de Harlay, premier président du parlement de Paris ;
- Bernard Palissy, artiste protestant.

#### Règne d'Henri IV et deLouisXIII
- Charles de Gontaut, duc de Biron, pair et maréchal de France, convaincu d'intelligence avec l'étranger (il est décapité dans la cour de la Bastille) ;
- Charles d'Angoulême (de 1604 à 1616), fils naturel de Charles IX ;
- Henri, prince de Condé (de 1616 à 1619), deuxième prince dans l'ordre de succession au trône de France ;
- Éléonore Galigaï (1617), favorite de la reine Marie de Médicis ;
- Louis, cardinal de Guise (1620), frère du duc de Guise ;
- François de Bassompierre, ancien favori d'Henri IV emprisonné par le cardinal de Richelieu ;
- Roger de Bussy-Rabutin.

#### Règne deLouisXIV
- Louis d'Astarac de Fontrailles[réf. nécessaire] ;
- Le mystérieux Masque de fer ;
- Gatien de Courtilz de Sandras, emprisonné plusieurs fois ;
- Nicolas Fouquet, Jean Pecquet et Paul Pellisson (décembre 1661 - 26 février 1665) ;
- Louis-Isaac Lemaistre de Sacy, bibliste janséniste de 1666 à 1668 ;
- les membres du complot de Latréaumont, en 1674, avant leur exécution : le chevalier de Rohan, la marquise de Villars, le chevalier des Préaux, et le philosophe Franciscus van den Enden ;
- le maréchal de Luxembourg, dans le cadre de l'affaire des poisons, mais rapidement libéré ;
- John Vanbrugh, jacobite, prisonnier politique ;
- Jean Trouin, alchimiste ;
- Michel Boucheix, peintre et alchimiste.

#### Régenceet règne deLouisXV
- La Bourdonnais ;
- Fréron ;
- Lally-Tollendal ;
- Latude ;
- Laurent Angliviel de La Beaumelle ;
- Jean-François Marmontel ;
- Claudine Guérin de Tencin ;
- Voltaire ;
- Le Prévost de Beaumont ;
- André Morellet ;
- Louis-François-Armand de Vignerot du Plessis de Richelieu, duc de Richelieu ;
- Beaumarchais ;
- Louis-René Caradeuc de La Chalotais ;
- Marie-Magdeleine de Bonafons, romancière emprisonnée pour son roman à clef sur la vie sexuelle du roi Louis XV.

#### Règne deLouisXVI
- Roch-Antoine de Pellissery de 1777 à 1788 ;
- Simon-Nicolas-Henri Linguet de 1780 à 1782 ;
- Le cardinal Louis de Rohan, la comtesse de la Motte, et le comte de Cagliostro, tous impliqués dans l'affaire du collier de la reine ;
- Armand Tuffin de La Rouërie, en 1788 avec les députés bretons ;
- Le marquis de Sade, transféré quelques jours avant la prise de la Bastille ;
- Brissot, pour un libelle dont il n'était pas l'auteur, innocenté au bout de 4 mois ;
- Le comte Hubert de Solages (voir l’affaire de Solages) ;
- Marie Nicole Le Guay dite d'Oliva (1761-1789) impliquée dans l'affaire du collier de la reine.

#### Détenus à la Bastille le14 juillet 1789
Ils étaient sept prisonniers :
- quatre faussaires : Jean Béchade, Bernard Laroche, Jean La Corrège et Jean-Antoine Pujade, accusés d'avoir falsifié des lettres de change. Leur procès était en cours d'instruction ;
- le comte Hubert de Solages, criminel enfermé durant l'affaire de Solages à la demande de son père, qui payait sa pension ;
- Auguste Tavernier, supposé complice de Robert-François Damiens, l'auteur d'une tentative d'assassinat sur Louis XV ;
- le comte de Whyte de Malleville, embastillé pour démence à la demande de sa famille.

Juste après leur libération, les deux derniers furent internés à l'asile de Charenton.
Les révolutionnaires sont tellement déçus de trouver ces prisonniers en nombre si faible et manquant de prestige qu'ils en inventent un faux, appelé comte de Lorges, « un malheureux vieillard qui fut trouvé chargé de chaînes, à moitié nu, avec des cheveux et une barbe de divinité fluviale, au fond d'un cachot où ne pénétrait pas la lumière et dont les murailles suintaient l'humidité […]. Le misérable vieillard, qui gisait là depuis des années et des années, fut comme de juste porté en triomphe par les amis de la liberté aux acclamations d'un peuple en délire ».

## La Bastille aujourd’hui
Depuis 1880, la prise de la Bastille est commémorée tous les 14 juillet, jour de fête nationale. Elle est célébrée conjointement avec un autre évènement : la Fête de la Fédération qui eut lieu un an après la prise de la Bastille, le 14 juillet 1790, sur l’esplanade du Champ-de-Mars. En 1880, lors des débats parlementaires pour l'adoption d'une fête nationale, la date du 14 juillet 1789 ne faisait pas l'unanimité parmi les députés conservateurs de l'opposition. Pour la faire accepter, le gouvernement républicain a mis alors en avant la date du 14 juillet 1790. Le régime de la Troisième République qui veut créer un consensus a laissé le choix implicite aux Français de fêter soit la date de 1789, soit celle de 1790. Depuis, l’inconscient collectif français semble bel et bien associer la fête nationale à la prise de la Bastille : une immense majorité ne se souvient que rarement du 14 juillet 1790.
Sous la présidence de Valéry Giscard d'Estaing, le traditionnel défilé militaire du 14 juillet fut un temps déplacé sur la place de la Bastille au lieu de l'avenue des Champs-Élysées. Et les pays anglophones parlent de « Bastille Day » quand ils font référence à la fête nationale française.
Lors de l'Exposition universelle de 1889, une reproduction de la Bastille est érigée au sud du Champ-de-Mars, 80 avenue de Suffren,.
En 1899, lors de la construction de la ligne 1 du métro parisien, des vestiges de la forteresse furent redécouverts. Ainsi, les fondations de la tour de la Liberté (celle où fut enfermé Sade) qui était alors située au niveau du no 1 de la rue Saint-Antoine, ont été démontées et reconstituées dans le square Henri-Galli.
De même, on peut trouver un morceau du mur de la contrescarpe du fossé de la Bastille sur un quai de la station homonyme de la ligne 5 du métro (celui en direction de Bobigny - Pablo Picasso). L'autre côté de ce mur est visible derrière une vitre dans les couloirs du métro, dans un escalier provenant de l'entrée sur le boulevard Bourdon.
Enfin, un pavage spécial a été dessiné sur la partie ouest de la place de la Bastille afin de retracer sur le sol les contours de la forteresse. Avec la rénovation de la place en 2019, il a été remplacé dans sa fonction par des clous de voirie en laiton.

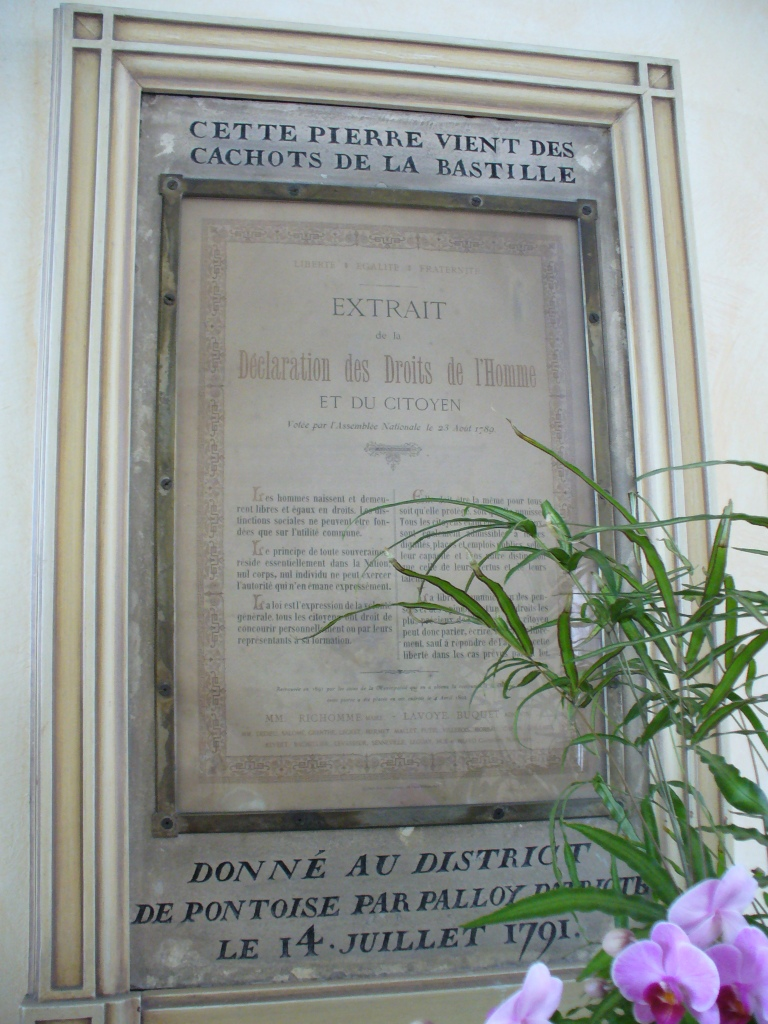
Pierre de la Bastille (conservée à la mairie de Pontoise).
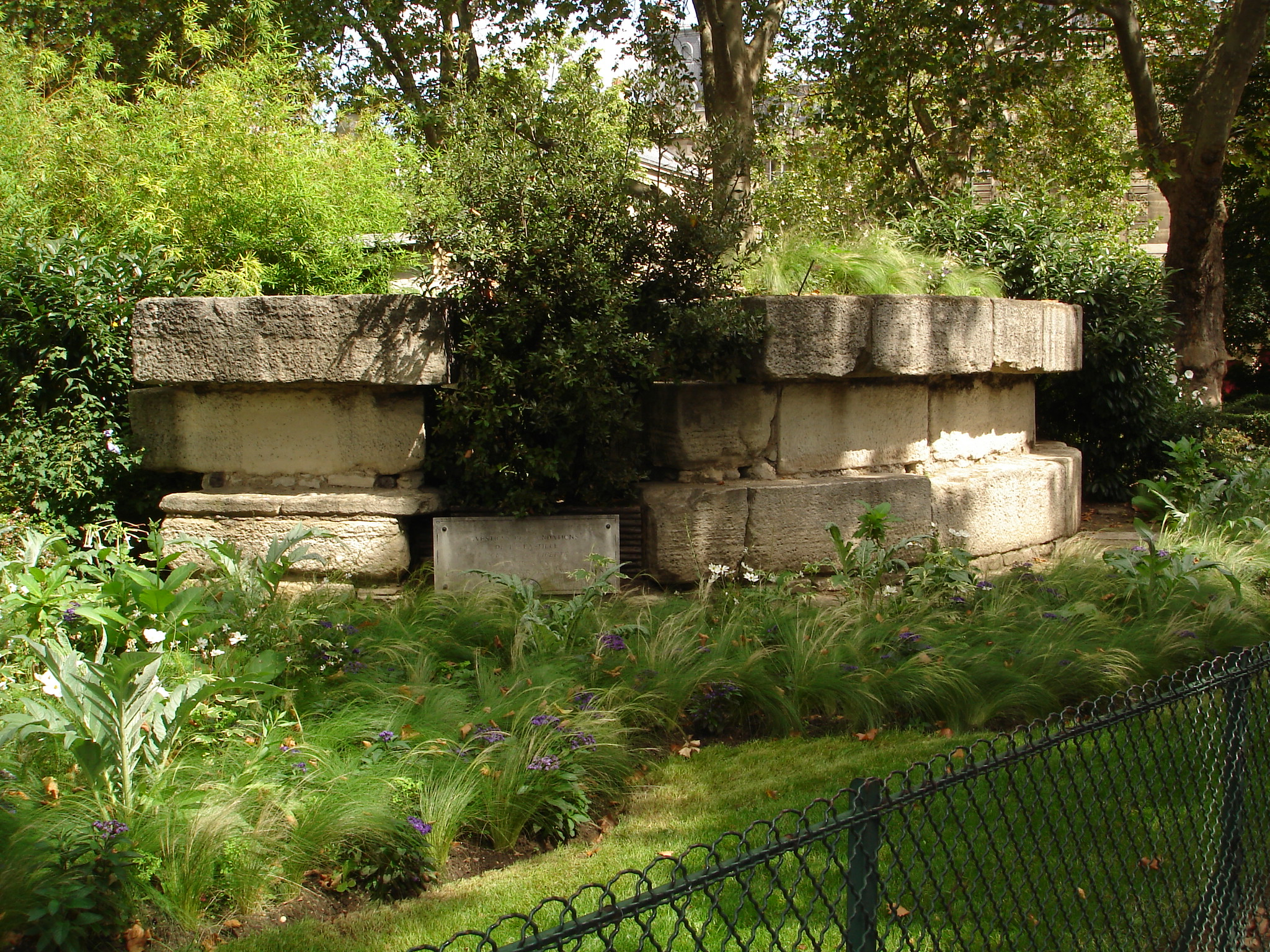
Reste des murs de la Bastille déposés Square Henri-Galli.
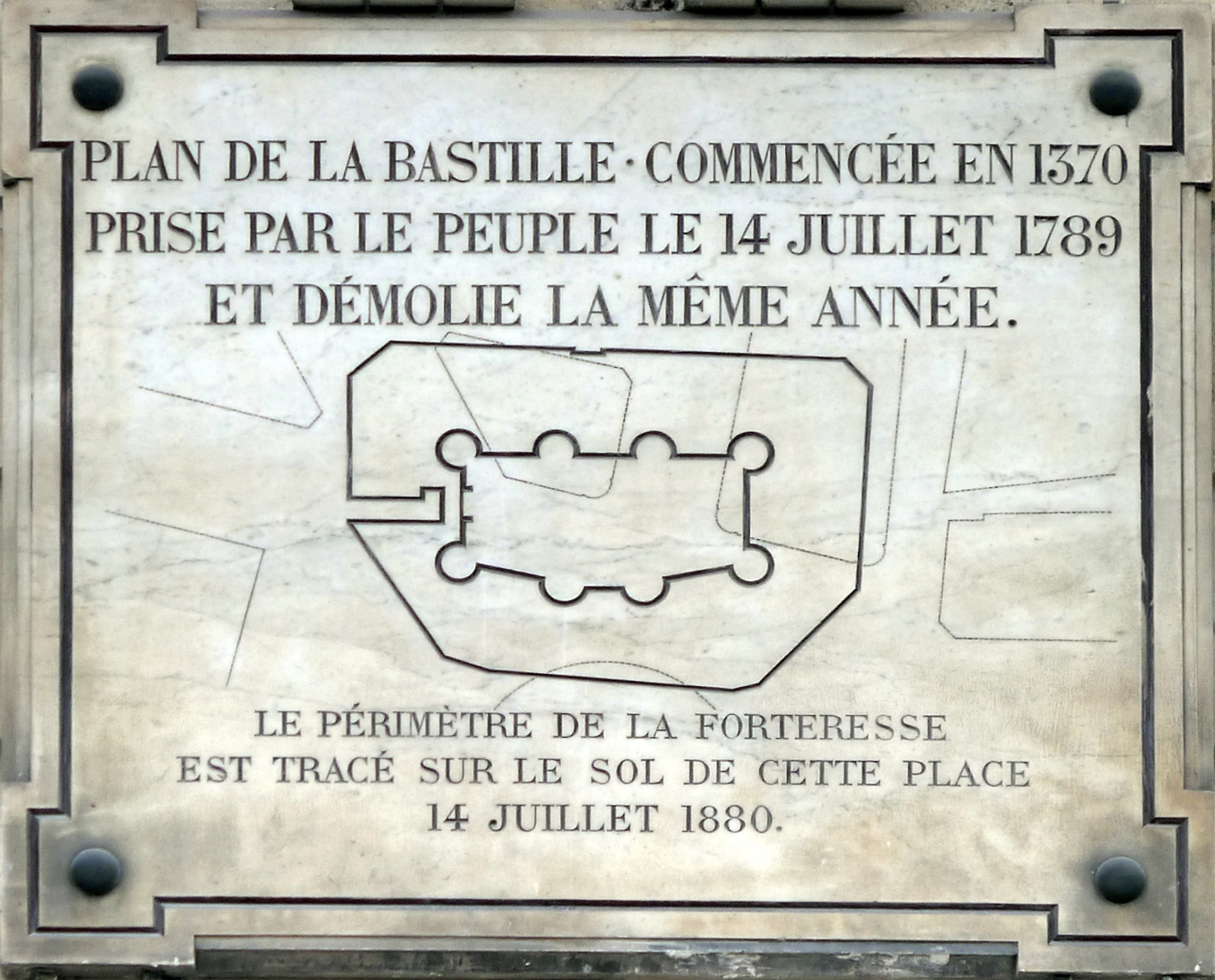
Plaque apposée sur un immeuble, côté 4e, indiquant la position de l'ancienne forteresse par rapport à la place et aux voies actuelles.
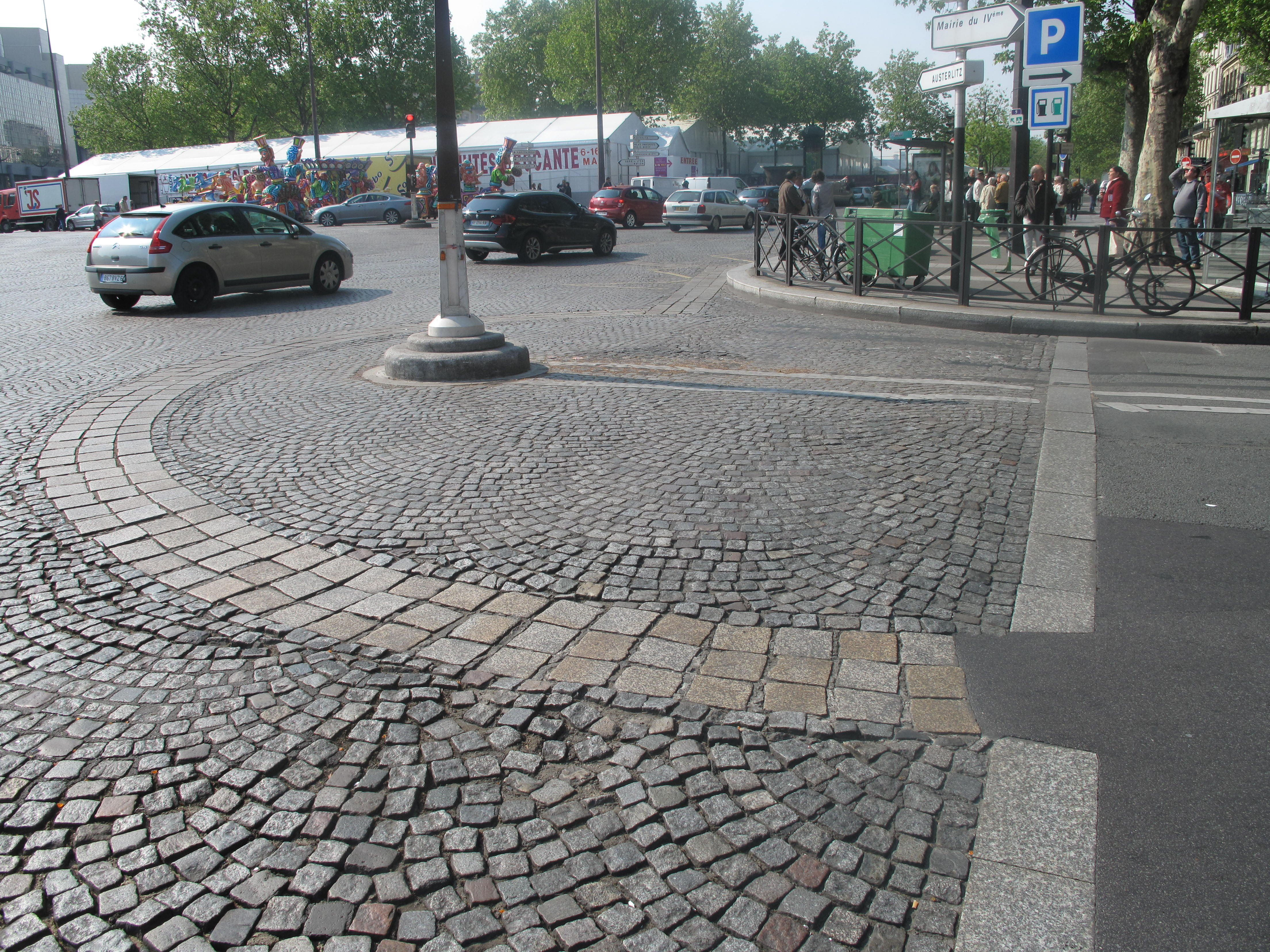
L'emplacement de la forteresse est marqué par les pavés de la place de la Bastille jusqu'en 2019.
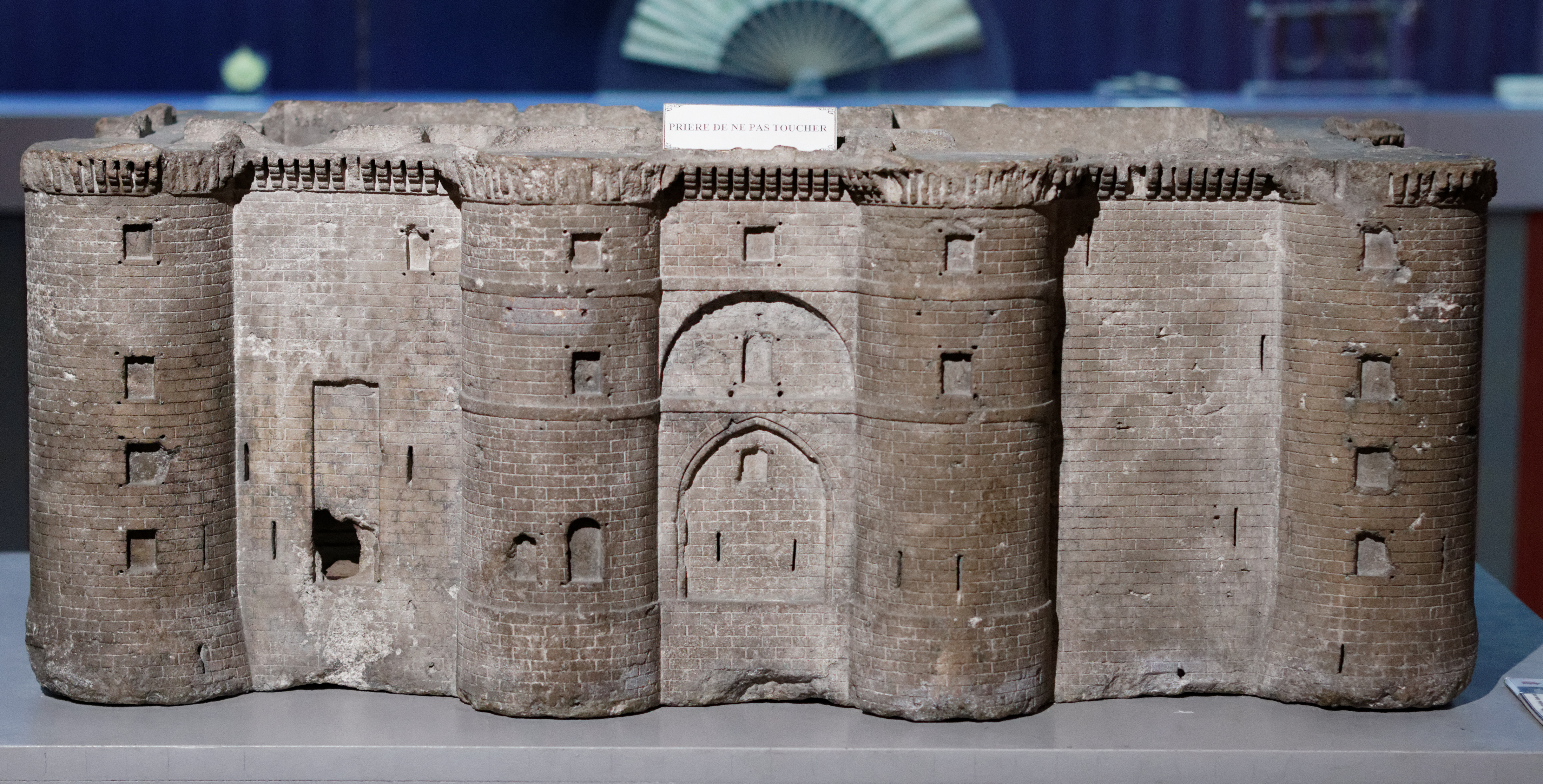
Miniature de la Bastille sculptée dans une pierre de la Bastille (musée Carnavalet).
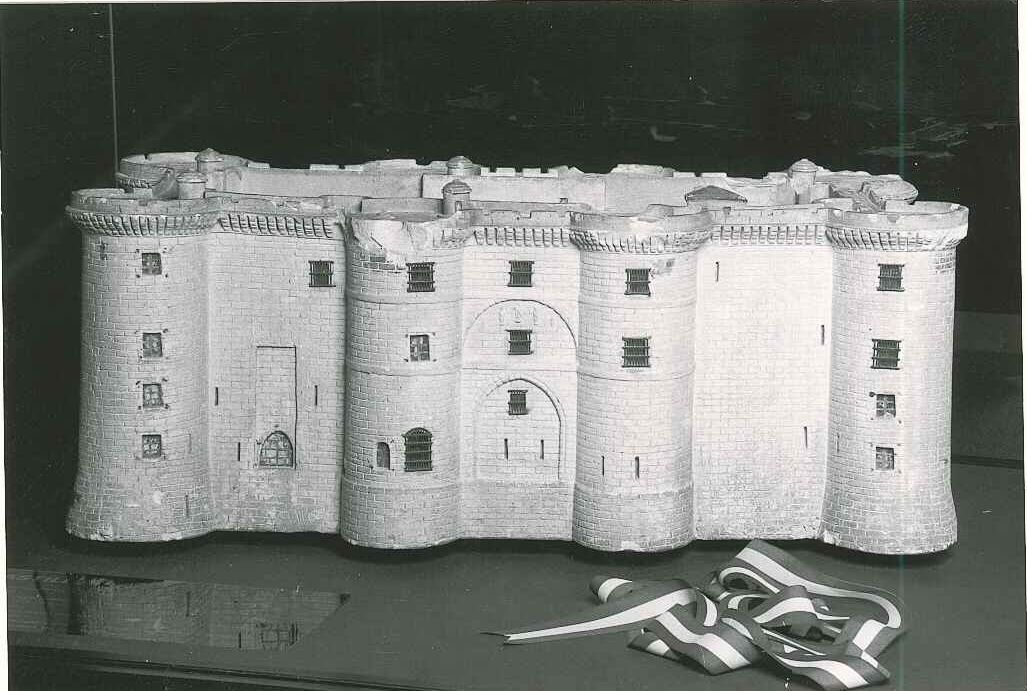
Maquette par moulage de la Bastille, probablement réalisée en 1789-1790 et arrivée à Saint-Brieuc entre 1790 et 1791. Inv. 530. Musée d'art et d'histoire de Saint-Brieuc
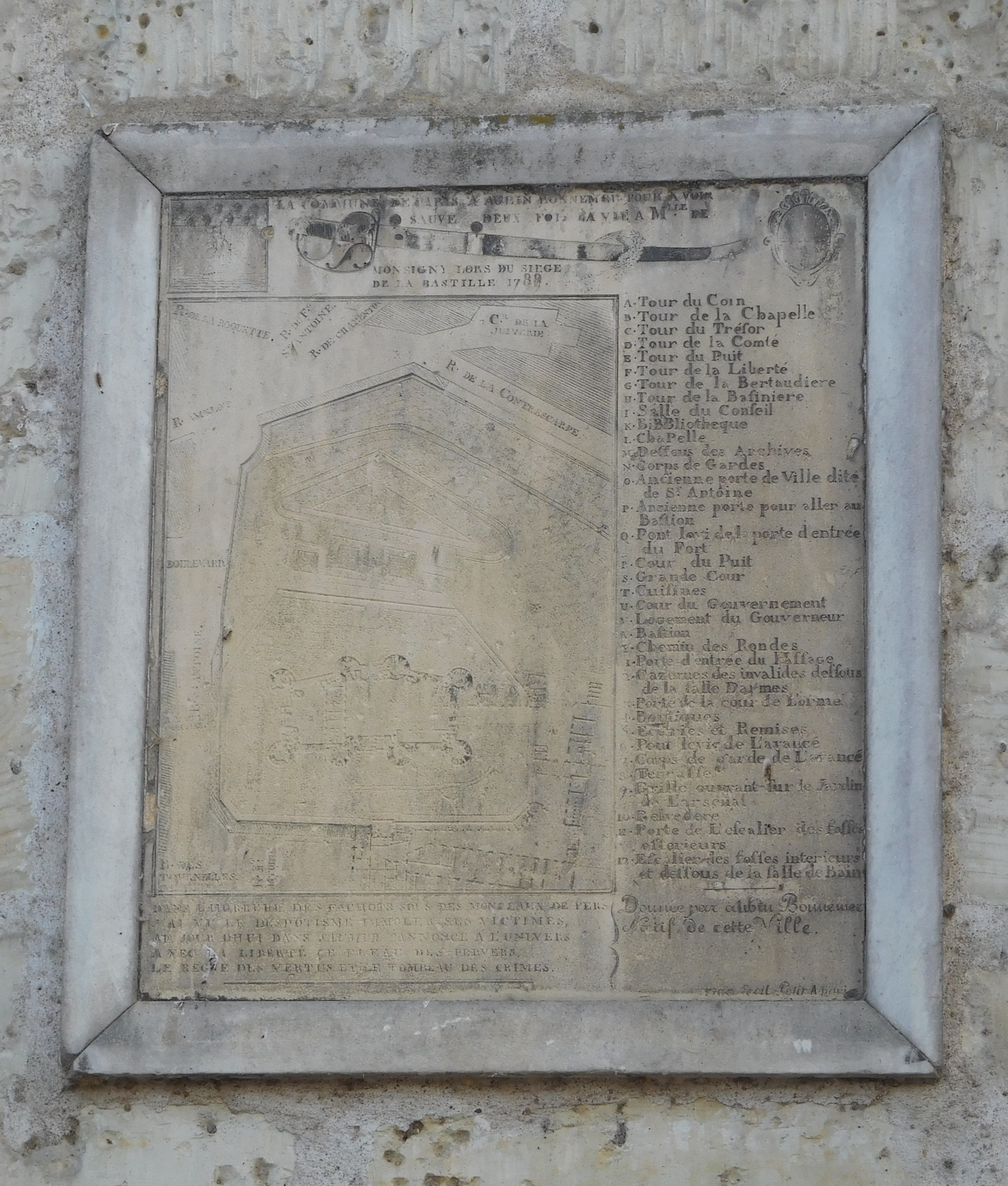
Pierre de la Bastille dans la façade de la mairie de Saumur.
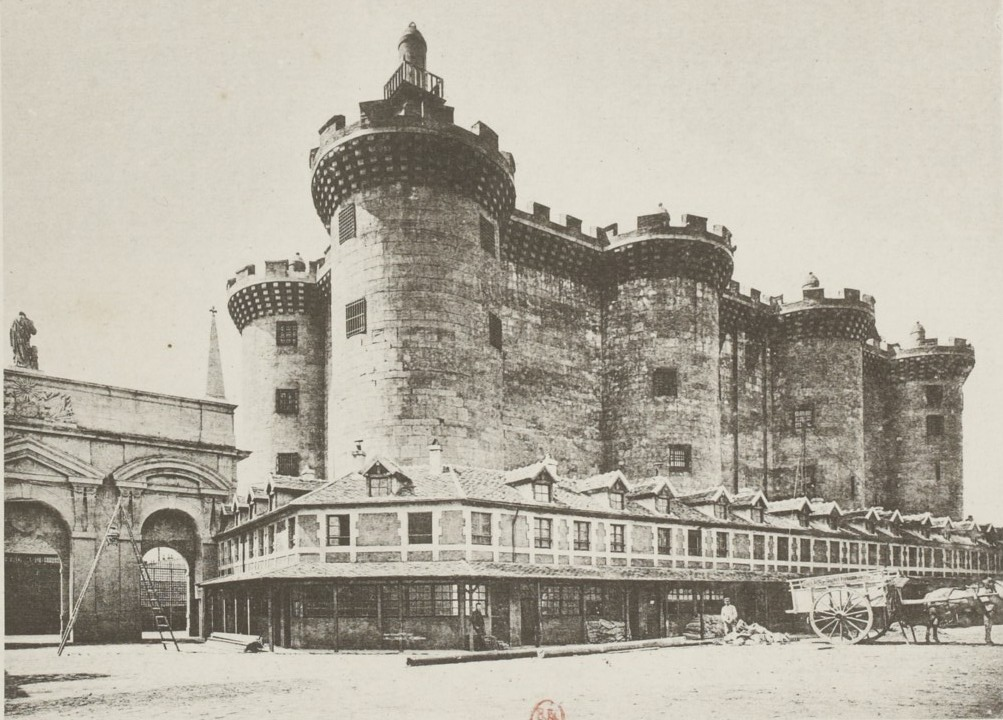
Reproduction de la Bastille pour l'exposition universelle de 1889.

## Utilisation du terme Bastille
Ce site est desservi par la station de métro Bastille.
- L’Histoire de la Bastille a été écrite par Joseph Delort (1789-1842) et par Arnold Pujol, et Marquet (1844).
- La Bastille est une forteresse reconstruite entre 1823 et 1847 et qui surplombe la ville de Grenoble.
- La Bastille est une chanson de Jacques Brel.
- La Bastille est un quartier de Saint-Jean-de-Maurienne, en Savoie.
- La Bastille des mers, surnom donné au Mont-Saint-Michel, dont la fonction de prison est avérée depuis le Moyen Âge.

## Sources
- La Bastille ou « l’enfer des vivants ». Exposition du 9 novembre 2010 au 11 février 2011 à la Bibliothèque de l'Arsenal